# 日本基督教団新生会
日本基督教団新生会（にほんきりすときょうだんしんせいかい）とは、キリスト教プロテスタントの合同教会である、日本基督教団のバプテスト派教会の内、教団内に残った教会とそれらの教会と深い関係がある教会によるグループである。事務局は、東京の三崎町教会。

## 概要
日本の敗戦後に日本基督教団から独立するバプテストの教会が多い中で日本基督教団に残留する教会の互助連帯・各個教会間交流を目的とする日本基督教団のバプテスト派(北部バプテスト同盟…現在の米国バプテスト同盟）の加盟教会からなる組織であり日本バプテスト東部組合の流れを汲む。(1958年に日本基督教団から独立している日本バプテスト同盟とは同じ宣教母体という事もあり、交流を持っている。)略称は、教団新生会（きょうだんしんせいかい）・新生会（しんせいかい）である。
事務局は東京の三崎町教会にあるが、その業務に専従している者はいない。2年に1度、信徒大会を開く。
一応は日本基督教団内の一グループだが、教会毎に独立性も強い。(規則にも、しっかり記されている。)　また、他の教派グループ(元来のバプテストは、教団という概念を否定している。)であろうとも同じバプテストの教会ならば積極的に交流するメンバーがいる。

## 関係教会
- 東北教区
  - 日本基督教団仙台ホサナ教会(東北教区宮城　地区)
- 東京教区
  - 日本基督教団三崎町教会(東京教区東支区)
  - 日本基督教団四谷新生教会(東京教区北支区)
  - 日本基督教団早稲田教会(東京教区北支区)…かつての名称は、早稲田奉仕園信交協会。
- 西東京教区
  - 日本基督教団原町田教会(西東京教区町田・八王子地区)
- 兵庫教区
  - 日本基督教団神戸聖愛教会(兵庫教区神戸地区)…1947年に、かつての日本バプテスト東部組合加盟教会である神戸バプテスト敎會(日本バプテスト東部組合)・兵庫バプテスト敎會(〃)・葺合バプテスト敎會(〃)の3教会が「合同」。現在地は、葺合バプテスト敎會の跡地。
  - 日本基督教団姫路教会(兵庫教区播州地区)
  - 日本基督教団芦屋岩園教会(兵庫教区阪神地区)
  - 日本基督教団龍野教会(兵庫教区播州地区)
  - 日本基督教団豊岡教会(兵庫教区但馬地区)
  - 日本基督教団城崎教会(兵庫教区但馬地区)
  - 日本基督教団竹野伝道所(兵庫教区但馬地区)…厳密には、バプテストの教会ではない。